# Spasmofen
Spasmofen är ett analgetikum, som används vid smärtor av olika slag, till exempel vid kramptillstånd i gall- och urinvägarna samt i mag-tarmkanalen. Aktiva substanser är kodein, metylskopolamin, morfin, noskapin och papaverin. Spasmofen finns som suppositorier, det vill säga stolpiller, och injektionsvätska.  Den senare ges endast av sjukvårdspersonal.
Samtidigt bruk av Spasmofen och alkohol skall undvikas.
Spasmofen är vanebildande.